# Клан Макайвер

Герб вождей клана Макивер

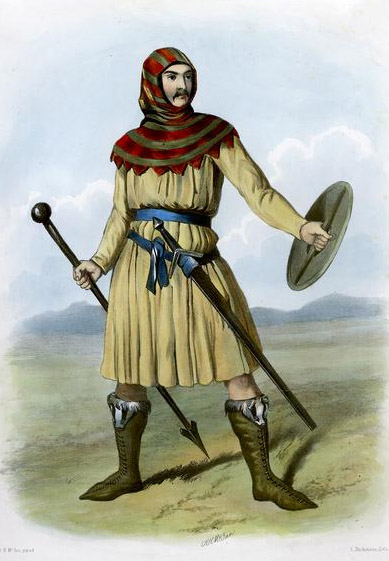
Воин клана Макивер, рисунок художника Маклана, 1845 год

Клан Mакивер или Клан Макивор, также известный как Клан Ивер (шотл. — Clan MacIver, гэльск. — Clan MacÌomhair) — один из кланов горной Шотландии (Хайленда). Относительно вождя клана есть определенные дискуссии, поэтому клан официально считается кланов «оруженосцем» (так называют кланы, не имеющие вождей). Клан имеет чисто кельтского (гэльского) происхождения, но название клана имеет скандинавские корни. Различные формы названия Макивер считаются названиями септ кланов Маккензи и Кэмпбелл. Клановое общество существует в Файфе (Шотландия).

## История клана Макивер

### Происхождение названия клана Mакивер
Название клана Mакивер является англоязычным извращением кельтской (гэльского) названия Макйомайр (шотл. — Clan MacÌomhair), который происходит от древнего скандинавского имени Иварр (норв. — Ivarr). Первое упоминание в летописях этого клана относится к 1292 году — Малкольм Макиуир (шотл. — Malcolm McIuyr), который упоминается в списке мужчин в Шериффдоме в Аргайле/Лорне.

### Происхождение клана Макивер и клан Кемпблелл
Согласно Алистару Лорну Кэмпбеллу (род. 1937), клан Макивер происходит из ветви (септа) клана Кэмпбелл, которая называлась Кэмпбелл из Эйрдса. Это кажется историкам маловероятным. Есть мнение, что клан Кэмпбелл намеренно запутал этот вопрос. Когда вождь клана Кэмпбелл обращался к герольдам признать его вождем клана Макивер, но ему было отказано в этом. Также историки очень сомневаются, что септ Кэмпбелл Эйрдс и клан Макивер имеют общее происхождение.
Кэмпбеллы считали, что клан Макивер возник в земле Гленлион и поселился в земле Аргайл в 1222 году. Согласно другой версии, клан Mакивер происходит от Дункана, лорда Лохоу. Согласно легенде, оплотом клана Макивер была крепость Дун-Мор, расположена недалеко от Лохгилпхеда.
Согласно еще одной версии, клан происходит от Ивера — одного из внебрачных сыновей Колени Маола Маха (гэльск. — Colin Maol Math). Его мать была дочерью Суибне — строителя и владельца замка Суин. Он происходил из племени Антрохан (гэльск. — Anrothan), владевшего землями Ковал, Глассари и Нейпдейл. От Суибне ведет свою родословную также клан Максуин.
Главными септами клана Макивер были Макиверы из Лергаконзи и Макиверы из Стронширея. Клан Макивер был владельцем замка Инверари, который стоял на границе кланов Макивер и Маквикар. Существовало также несколько других ветвей клана: клан Макивер-Кэмпбелл из Баллошил в Ковал, клан Кэмпбелл из Кирман в Глассари, клан Кэмпбелл из Пеннимор в Лох-Фаин и клан Кэмпбелл из Ардларах недалеко от Ардферна.
В июне 1564 года в Дануне состоялась сделка между Айвером Макивером из Лергаконзи и Арчибальдом Кэмпбеллом, 5-м графом Аргайлом. В соответствии с этим соглашением, граф Аргайл отказывался от имени Макивер и всех символов клана в обмен на определенную сумму денег. С тех пор считалось, что Кэмпбеллы и Макиверы является одним кланом.

### Северные Макиверы
Согласно историческим преданиям клана Маккензи, клан Иакивер владел землей в Уэстер-Россе. Джордж Маккензи, 1-й граф Кромарти, в книге «История клана Маккензи» упоминается клан Макивер. Он пишет, что такие представители таких фамилий как MacIvors, MacAulas, MacBollans, Clan Tarlich были древними жителями Кинтайла и происходили от норвежских семей.
Люди из клана Макивер из Уэстер-Росса принимали участие в битве под Беллах нам Бройге (гэльск. — Bealach nam Broig), которая велась между различными шотландскими кланами на землях Росс против графа Росс в 1452 году. Роберт Гордон из Гордонстауна писал в XVII веке, что кланы Росс состоят из кланов Juer, Talvigh, Leajwe. По словам Роберта Гордона кланы Манро и Дингуолл выступили против вышеупомянутых союзных кланов и сражались с ними под Беллах нам Бройг между Феррин Дональд и Лох-Брум. Кланы Айвер, Талвих и Лайве были перебиты.
Историк Уильям Маккензи (XX век) писал, что в Горной Шотландии в 1750 году были наиболее многочисленными кланы Mакивер, Маколей, Моррисон, но все они называли себя Маккензи, и что они поселились на острове Льюис до прибытия туда собственно Маккензи. Клан Маккензи взял под свой контроль остров Льюис в XVI веке.
Как жители графства Сифорт эти жители острова Льюис подчинялись клана Маккензи. Уильям Маккензи, 5-й граф Сифорт (ум. 1740), решил поддержать восстание якобитов в 1715 году. Сохранился список его офицеров — 16 жителей острова Льюис. Из них двое были Макивера — лейтенант Кеннет Mакивер из Брагара, прапорщик К. Макивер из Калланиша.

### Символика клана Макивер
На знаках клана Макивер содержится надпись: «Я никогда не забуду», голова кабана Ора. Это очень похоже на символику клана Кэмпбелл и означает, что клан Макивер подчинен клана Кэмпбелл. Тартан клана Макивер очень похож на тартан клана Макфи.